# Wilfried Wesemael
Wilfried Wesemael (nascido em 31 de janeiro de 1950) é um ex-ciclista belga que competia tanto em provas de estrada, quanto de pista. Competiu como representante de seu país nos Jogos Olímpicos de Verão de 1972, onde a equipe belga terminou em décimo segundo lugar na perseguição por equipes de 4 km.